# Teteun
Il teteun (pron. AFI: [tøtœn]) è un salume valdostano riconosciuto come Prodotto Agroalimentare Tradizionale (P.A.T.) italiano prodotto con mammelle bovine salmistrate. Il nome riprende la voce del patois valdostano per mammella (cf. francese tétin).

## Preparazione

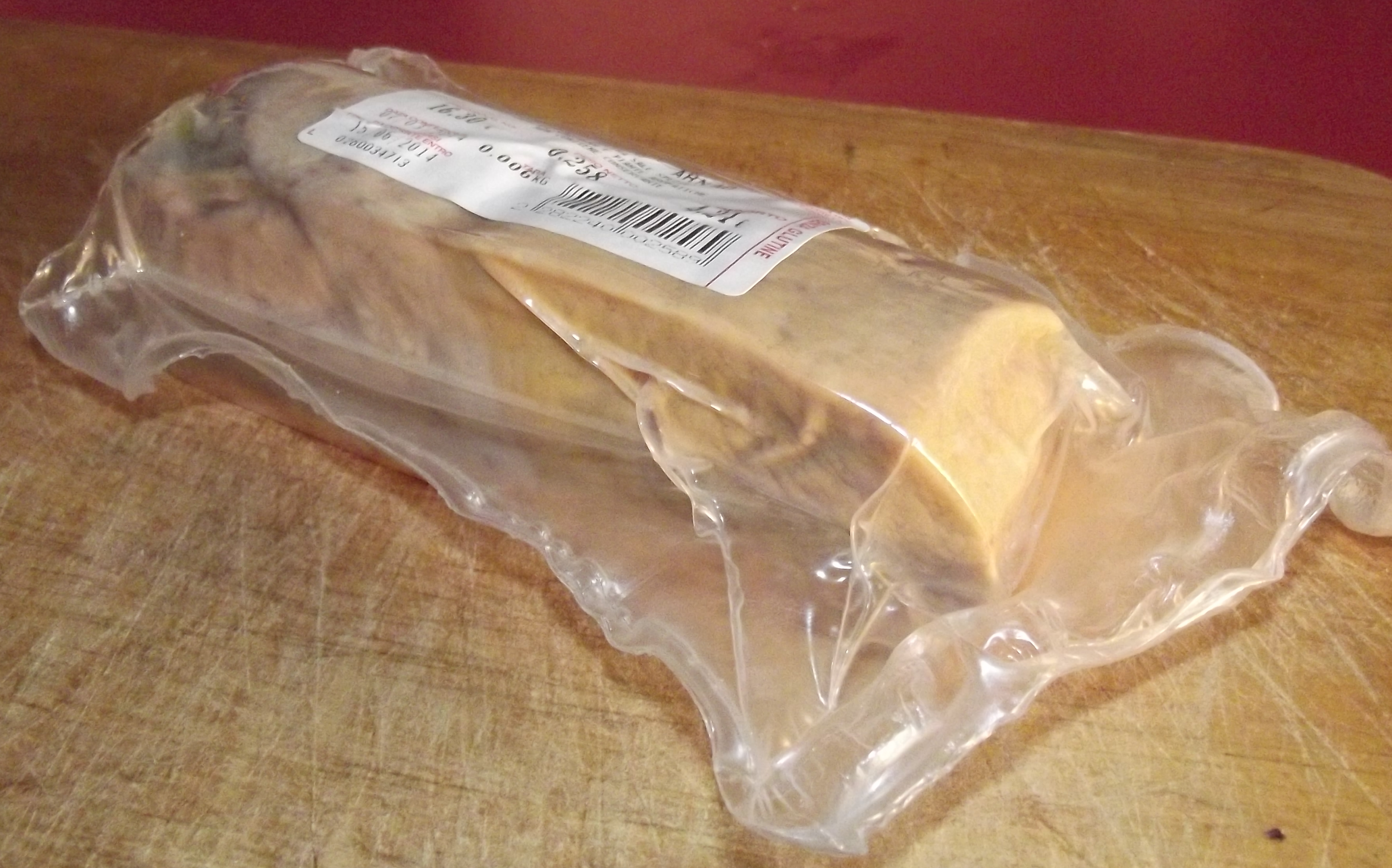
Un trancio di teteun confezionato sottovuoto

Il teteun viene preparato a partire da mammelle di razze bovine autoctone valdostane, in particolare la pezzata rossa. Queste vengono preliminarmente incise in diversi punti e pressate per espellere l'eventuale latte ancora presente. Dopo essere state tagliate a fette vengono quindi stratificate in appositi contenitori con l'aggiunta di sale e varie erbe aromatiche (salvia, rosmarino, alloro, ecc.) e altre spezie tra le quali bacche di ginepro.
Seguono un paio di settimane di macerazione, la cottura a bagnomaria e la pressatura del prodotto ottenuto in stampi. La tecnica descritta può avere alcune varianti a seconda del produttore: la cottura può ad esempio avvenire a vapore o possono essere aggiunti alcuni additivi quali addensanti, antiossidanti o zuccheri.
In fase di cottura si assiste a una forte perdita di peso rispetto a quello della materia prima. Per la distribuzione commerciale il teteun viene in genere confezionato in tranci sotto vuoto, il che ne consente la conservazione per circa tre mesi in frigorifero o su scaffali refrigerati. Attualmente per la produzione del salume è piuttosto noto il comune di Gignod, dove essa ha conosciuto un rilancio a partire dagli anni Settanta del Novecento, ma il prodotto vanta origini molto antiche.

## Storia
L'uso alimentare delle mammelle è molto antico ed è per esempio testimoniato in libri di cucina romani quali il celebre De re coquinaria (L'arte culinaria) di Marco Gavio Apicio. Ai tempi dei romani erano apprezzate le mammelle di scrofa, denominate sumen, che venivano in genere sbollentate e poi grigliate, oppure farcite in vari modi. In Valle d'Aosta però l'allevamento di bovini è largamente prevalente su quello di suini, per cui la gastronomia locale ha dovuto adattarsi all'utilizzo della materia prima effettivamente disponibile. Attualmente nella macellazione delle bovine le mammelle vengono invece spesso considerate un sottoprodotto e asportate prima della scuoiatura; esse possono poi essere smaltite come rifiuti oppure utilizzate nella preparazione di mangimi per animali o di fertilizzanti.

## Consumo

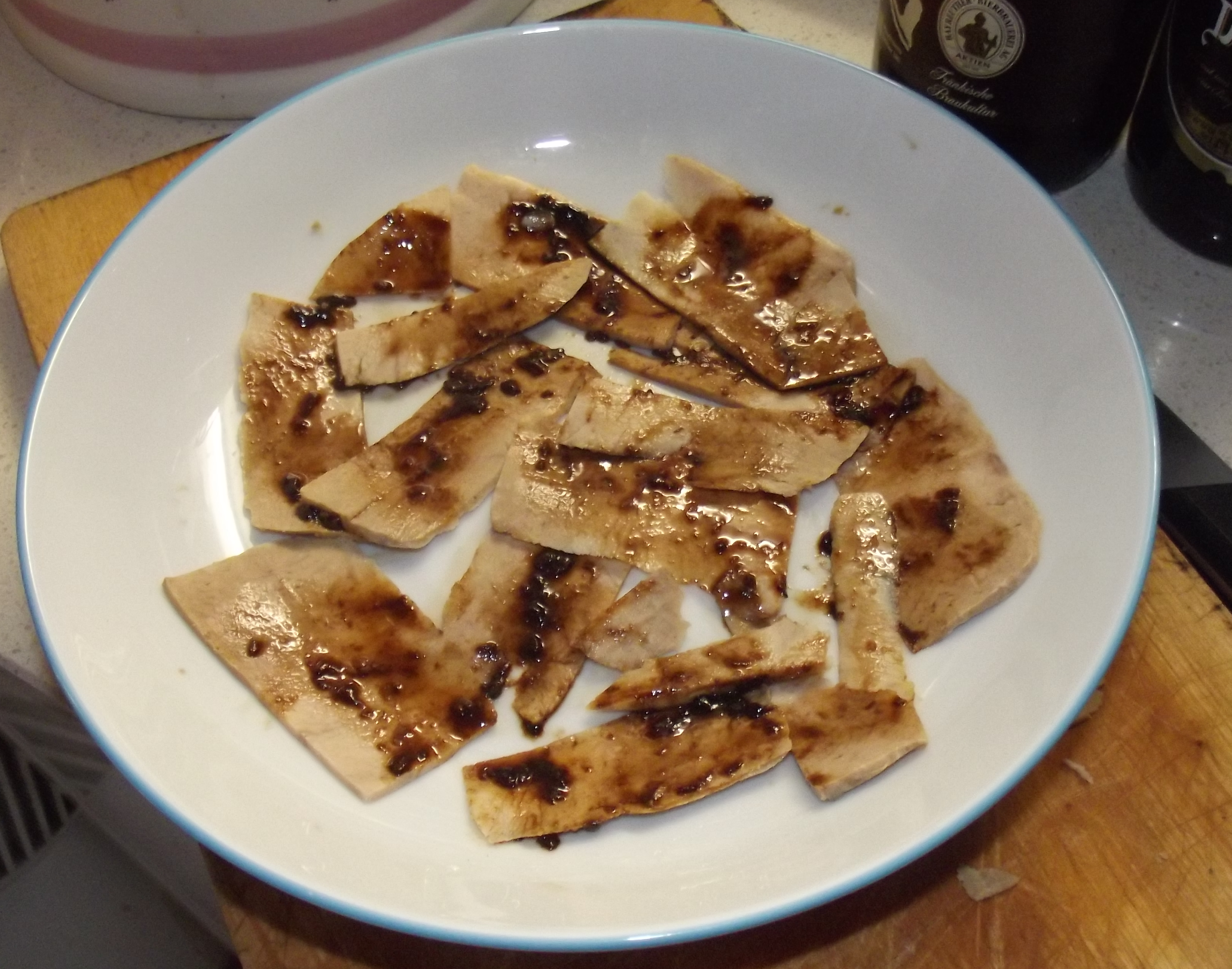
Teteun a fette con salsa di aceto e lamponi

Il teteun viene spesso consumato come antipasto, in genere accompagnato con salse a base di aglio, marmellate di vari frutti come fichi e lamponi oppure ancora con uva passa o pere sciroppate (preferibili in questo caso i tipici Martin Sec).

## Feste
A Gignod si tiene tutti gli anni nella seconda metà di agosto la Fëta di teteun (dal patois valdostano, Festa del teteun), un evento dove a fianco della degustazione del salume vengono proposti musica e spettacoli folkloristici.